# 性風俗産業
性風俗産業（せいふうぞくさんぎょう）は、性行為、その他性的欲望を満足させるサービスを提供する産業。形態としては売春のほかポルノグラフィ販売が代表的である。性産業とも呼ばれる。
2014年までのHavocscopeの推定によれば売春の市場規模はおよそ年額1860億ドルである。国別では中華人民共和国、スペイン、日本、ドイツが上位に入る。インターネットがポルノグラフィの市場規模拡大に貢献しており、TechMediaの調査によれば全ウェブサイトの約12%がポルノグラフィである。
性産業に従事する人のうち、金銭的報酬を対価として自身の行為・外見・イメージなどを、他人の性的欲望の対象として提供する事を仕事としている人をセックスワーカーと称する。

## 形態
性産業の代表的な形態は売春とポルノグラフィである。電話セックス、サイバーセックスなどもある。
日本では1980年代後半から1990年代なかばにかけて、「援助交際」に代表される、性交を前提としない「ライト」な性風俗産業の形態が出現した。1990年代にはデートクラブ、テレフォンクラブ、ツーショットダイヤル、ブルセラなどさらに多様化した。

### ポルノグラフィ
ポルノとは、性的興奮やエロティックな満足感を得る目的で、露骨な性的題材を描写することである。ポルノモデルがポルノ写真のポーズをとる ポルノ映画男優またはポルノ女優がポルノ映画に出演している 限られた演技力しか伴わない場合、ポルノ映画の出演者はポルノモデルと呼ばれることがある。ポルノは、本、雑誌、絵葉書、写真、彫刻、絵、絵画、アニメーション、録音、映画、ビデオ、ゲームなど、さまざまな媒体で消費者に提供される。
最初のネットワーク対応家庭用コンピューターが、1980年代後半から1990年代前半にかけてのオンライン・アダルト・サービスの出現につながった。ワールド・ワイド・ウェブの普及は瞬く間にドットコム・ブームとなり、ポルノとエロティカに対する需要と消費の世界的な驚異的な増加がその一因となった。

### 売春
売春は性産業の主要な構成要素であり、売春宿、売春婦が提供する部屋、客のホテルの部屋、駐車場の車内、路上などで行われる。これは多くの場合、ポン引きやエスコート・エージェンシーを通じて組織される。売春には、売春婦または性産業従事者が顧客に商業的性的サービスを提供することが含まれる。売春婦がある種の性行為に従事するかどうかを自由に決定できる場合もあるが、強制売春や性的奴隷制度は、世界のいくつかの場所で存在している。

## 従事者の搾取
性風俗産業では女性が売春を強要されることがある。日本では、脅迫や暴力を通じて売春・アダルトビデオ出演をさせられ搾取されることもある。

## 経済格差と人身売買
国家間の経済格差等に起因して、低開発地域の女性がブローカーを通じて先進国の性産業経営者に購入され、性産業に従事させられる構造がある。
日本の占領が始まるとまもなくアメリカ軍人を客とする日本人娼婦「パンパン」が登場し、以後の性産業発展の基礎となった。1980年頃から日本では、人身取引によりアジアから来日して性風俗産業に従事する女性が悲惨な環境に置かれていることが指摘され、アメリカ合衆国国務省が発表した『人身取引報告書2004年版』などで国際的に批判された。これを受けて日本政府は「人身取引対策行動計画」を策定した。

## 規制
売春を合法化した上で規制しようとするアプローチと、売春を非合法化し全面的に廃止しようとするアプローチとがある。2014年時点でヨーロッパ連合のなかでは、スウェーデンだけが廃止論の立場をとるが、フランスやアイルランドも廃止に興味を示している。
日本では店舗型の性風俗産業は風俗営業等の規制及び業務の適正化等に関する法律によって規制を受ける。映像を提供するサービスも1998年から届出制となった。
日本では売春防止法の施行される1958年まで売春が公的に認められる「赤線地区」があった。